# Такаити
Такаити (яп. 高市郡 Такаити-гун) — уезд, расположенный в префектуре Нара, Япония.

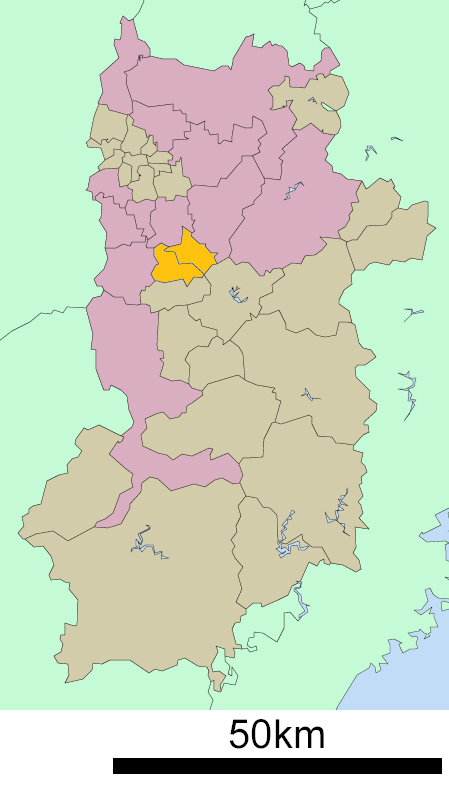
Расположение уезда Такаити в префектуре Нара.

По оценкам на 1 апреля 2017 года, население составляет 12,445 человек, площадь 49.89 км ², плотность 249 человек / км ².
Округ образован в 1880 году. Впоследствии несколько деревень, изначально входивших в округ, были присоединены к городам Яматотакада и Касихара.

## Посёлки и сёла
- Такатори
- Асука